# Yva
Yva, de nom real Else Ernestine Neuländer-Simon (Berlín, 26 de gener de 1900 - Camp de concentració de Majdanek, 1942), va ser una fotògrafa alemanya.

## Biografia
Era la filla més petita en una família jueva amb nou fills. La seva família es dedicava a la confecció, sent el seu pare un comerciant i la seva mare modista en l'empresa familiar. Amb 25 anys va obrir un estudi fotogràfic al carrer de Friedrich-Wilhelm, número 17, de Berlín, per dedicar-se a la fotografia de moda i els retrats, i amb el nom artístic d'Yva. Aviat es va traslladar al carrer de Bleibtreustraße i després a Schlüterstraße, 45. Va estar col·laborant amb Heinz Hajek-Halke fins a 1926.
Cap al 1927, Yva ja s'havia especialitzat en moda, nus i retrats, però aviat va saber veure els aspectes comercials de la fotografia i va ser una de les primeres professionals a treballar en publicitat. Les seves fotografies, resultat de múltiples exposicions de la pel·lícula, amb què creava imatges oníriques i surrealistes molt innovadores, li van donar una gran reputació i la seva feina va assolir força rellevància; així es va convertir en col·laboradora de revistes, revistes fotogràfiques i publicacions periòdiques, entre les quals es troben Die Dame, Uhu, Berliner Illustrirte Zeitung, Münchner Illustrierte Presse i Das Deutsche Lichtbild. A partir de 1929 va estar treballant per a l'editorial Ullstein Verlag.
Va fer diverses exposicions i, entre d'altres, va participar el 1929 en l'exposició col·lectiva Film und Foto de Stuttgart, Das Lichtbild, a Múnic, el 1930, la Biennale Internazionale d'Arte Fotografica, a Roma, el 1933, La Beauté de la femme de París i l'exposició The Modern Spirit in Photography, organitzada per la London Royal Photographic Society.[1] Les seves fotografies mostraven dones segures i alhora sensuals i actives, i van crear tendència, però ella no va deixar d'experimentar, amb les "lleis de la nova visió", amb els interiors i les transicions, i amb una il·luminació teatral i refinada sobre les seves superposicions tan característiques.
El 1934 es va casar amb Alfred Simon, que deixà la seva carrera i va passar a encarregar-se de la gestió de l'estudi. En aquesta època Yva comença a experimentar amb el color.
Amb l'arribada al poder del nazisme se li van anar imposant limitacions i al 1936 se li va prohibir regentar l'estudi fotogràfic i tenir contractats treballadors «aris». Tot i que va fer un canvi de titularitat amb la seva amiga Charlotte Weidler, el 1938 va haver de tancar. Després de treballar fent radiografies en un hospital jueu, la Gestapo la va detenir al costat del seu marit l'1 de juny de 1942.
El 13 de juny va ser deportada al camp de concentració de Majdanek, on se suposa que va ser assassinada el 15 de juny de 1942, encara que en el registre apareix morta el 31 de desembre de 1944.

## Llegat i memòria
El fotògraf Helmut Neustadter, anomenat després Helmut Newton, va treballar al seu estudi l'any 1936, i el seu testimoni ha estat molt valuós per reconstruir la història de la seva mestra. La major part de la seva obra s'ha perdut. En queden alguns originals de la primera època i la seva tasca s'ha pogut recuperar en part gràcies a les publicacions per a les quals havia treballat.

Al 1995 l'exposició Les dones fotògrafes a la República de Weimar (Barcelona, La Caixa) va mostrar la seva obra. Anys després, el Verbogene Museum en va fer una retrospectiva: Yva: Photographien 1925-1938 (Berlín, 2001), una exposició que es va poder veure tot seguit al Stadtmuseum de Múnic. D'aquesta exposició en sorgí un llibre sobre la fotògrafa. A Berlín hi ha un carrer que porta el seu nom: Yva-bogen.

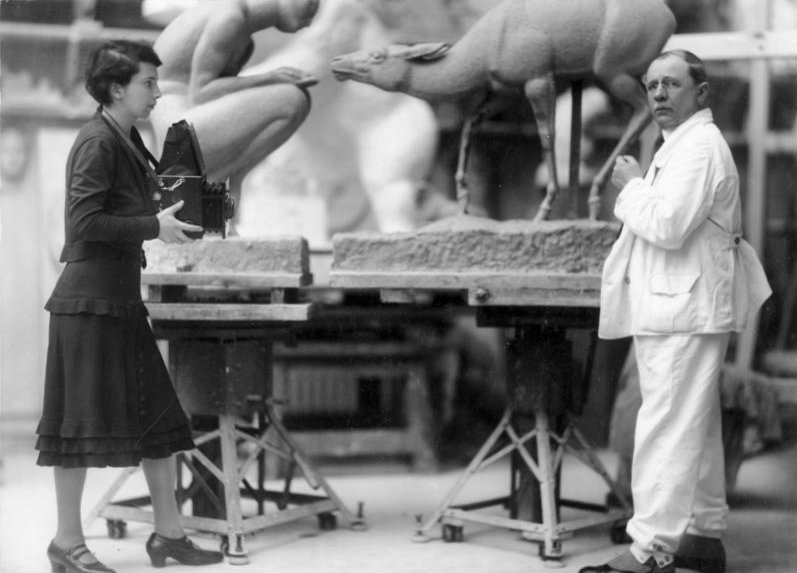
Hugo Lederer i la fotògrafa Yva
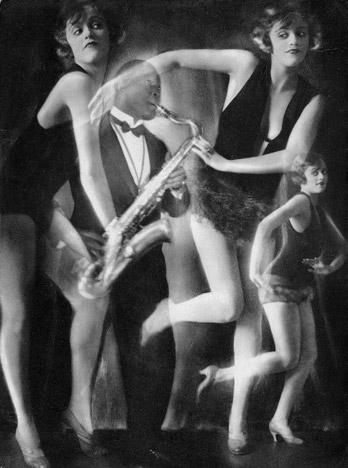
Charleston 1926-1927
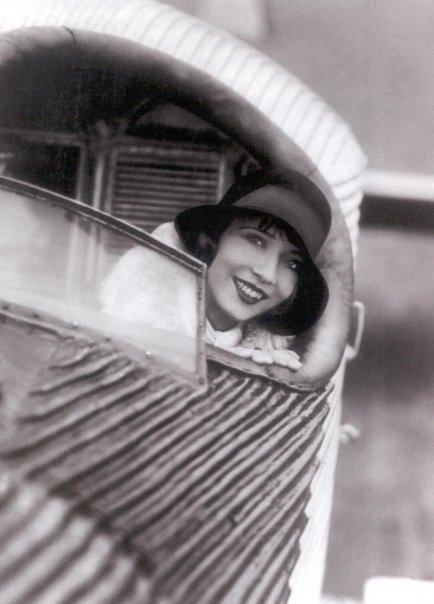
Ramona a la petita màquina voladora, 1929
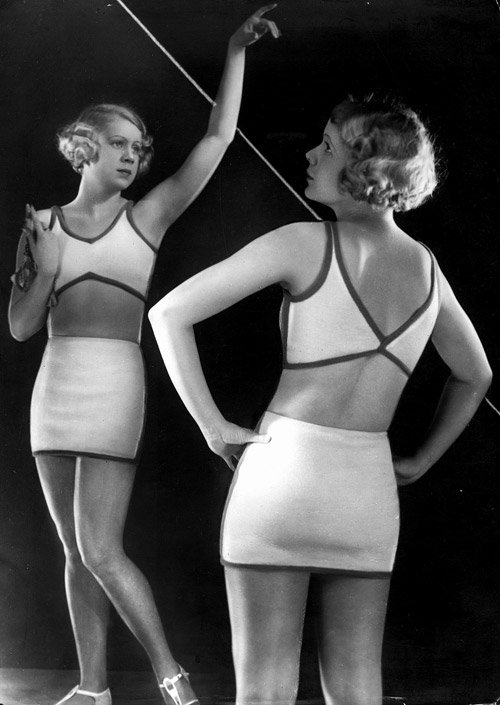
Model de banyador de moda, model Schenk c1930
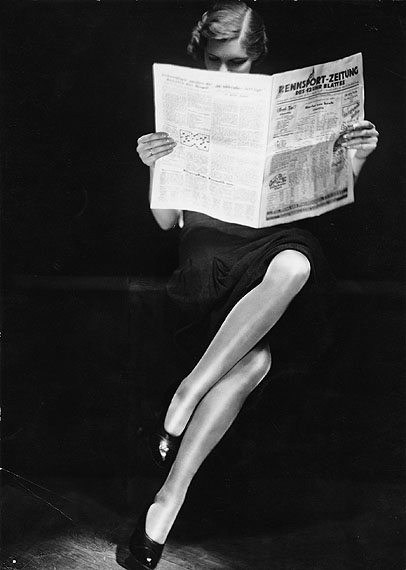
Lady reading newspaper c1932